# Leptodontium subintegrifolium
Leptodontium subintegrifolium là một loài rêu trong họ Pottiaceae. Loài này được Thér. & Herzog mô tả khoa học đầu tiên năm 1938.